# In Italia sono tutti maschi
In Italia sono tutti maschi è una graphic novel edita da Kappa Edizioni, nel settembre 2008, scritta da Luca de Santis e illustrata da Sara Colaone. Nel 2009 vince il premio Attilio Micheluzzi al Comicon di Napoli come "Miglior fumetto dell'anno". La graphic novel è stata tradotta in quasi tutta Europa: per il mercato francese, belga e canadese con il titolo "En Italie il n'ya que vrais hommes", Ed. Dargaud; per il mercato tedesco col titolo "Insel der Männer", Schreiber und Leser Ed.; per il mercato polacco col titolo “We Włoszech wszyscy są mężczyznami“, Centrala Edizioni; per il mercato spagnolo col titolo "En Italia son todos machos", Norma Editorial.

## Trama
Racconta del confino degli omosessuali italiani durante il ventennio fascista e più precisamente l'ultimo anno di esilio (il 1939-1940) di un gruppo di uomini all'Isola di San Domino nell'arcipelago delle Tremiti.
La storia del protagonista Antonio Angelicola detto "Ninella" e della sua mandata al confino, si intreccia - in un secondo piano temporale ambientato alla fine degli anni '80 - con quella del giovane documentarista Rocco. Le vicende e i personaggi raccontati nel libro sono tratte da storie vere e da persone realmente esistite. In particolare, la vicenda si basa su quella, realmente avvenuta, di Giuseppe B., detto "Peppinella".

## Accoglienza
Il libro è uno dei più importanti esempi italiani di graphic novel che affrontano temi storici.